# 口蓋垂
口蓋垂（こうがいすい）は、口の奥（軟口蓋）の後部にある口蓋帆から垂れた部位。通称喉彦（のどびこ、のどひこ）・上舌（うわじた）・のどちんこともいう。内部は迷走神経の支配を受ける口蓋垂筋である。
口蓋垂筋は口蓋腱膜から起こり、口蓋垂末端の結合組織に停まる。
口蓋帆は嚥下に際して鼻咽喉腔を閉じるために必要であるが、口蓋垂は嚥下には関係していない。

## 概要
発生学的には口蓋の左右の組織が一つに繋がる段階で余った部分であるため、人によって2つ、または3つあったり、先が2つに割れていたりすることもある。
一般的に口蓋垂は口内の大きさに比例する。
発音の補助、誤飲防止、不要な部位など諸説ある。あるいは、口腔から鼻腔への異物の侵入を防止する役目があるとする説がある。
飲酒や疲労によって口蓋垂が軟口蓋や舌根とともに腫れて気道を塞ぐといびきの原因となる。そのため、口蓋垂が大きい人はいびきをかきやすい。